# Amazonides basalis
Amazonides basalis är en fjärilsart som beskrevs av Emilio Berio 1978. Amazonides basalis ingår i släktet Amazonides och familjen nattflyn. Inga underarter finns listade i Catalogue of Life.